# János Wagner
János (Johannes) Wagner ( 1870 - 1955 ) fue un botánico húngaro.

## Algunas publicaciones
- 1882. A budapesti Kir. magy. tud. egyetemi I. belgyógyászati kóroda épülete ...

### Libros
- karl Hoffmann, julius Hoffmann, jános Wagner, sándor Mágócsy-Dietz. 1903. Magyarország virágos növényei. Természettudományi könyvkiadó-vállalat, lxxi. kötet (Angiospermas de Hungría. La ciencia-empresa editorial, volumen LXXI. 241 pp.
- 1908. Magyarország gyomnövényei ... (Malezas de Hungría). Ed. Pallas Részvenytarsasag Nyomdája. 384 pp.

- La abreviatura «J.Wagner» se emplea para indicar a János Wagner como autoridad en la descripción y clasificación científica de los vegetales.[1]